# Feel My Heart
《Feel My Heart》是日本樂隊Every Little Thing於1996年8月7日公開的出道作品。

## 概要
- 雖是出道歌曲，卻到了洛杉磯拍攝音樂錄影帶。
- 主音持田香織和結他手伊藤一朗在收錄這首歌前是沒有見面過的。
- 發售後一個月，在朝日電視節目「Music Station」初次登場，這也是在媒體上首次露面。
- 1998年被DOMINO翻唱（收錄於歐陸舞曲 (Eurobeat)的合作專輯系列《SUPER EUROBEAT VOL.90》）。

## 收錄曲
1. Feel My Heart(ORIGINAL MIX)

- - 作詞・作曲・編曲：五十嵐充

《Vernal》公司的CM歌曲。TBS電視節目《COUNT DOWN TV》片尾曲（1996年8月度）。在第一張專輯《everlasting》（海枯石爛）收錄了Album Mix)版本。
1. Feel My Heart (DAVEROGERS EURO MIX)
2. Feel My Heart (CLUB MIX)
3. Feel My Heart (Instrumental)